# Intrepid (Schiff, 1937)
HMS Intrepid (D10) war ein Zerstörer der I-Klasse der britischen Royal Navy. Im Zweiten Weltkrieg wurde der Zerstörer mit den Battle Honours „Atlantic 1939–1941“, „Dunkirk 1940“, „Norway 1941–1942“, „Bismarck Action 1941“, „Arctic 1941–1943“, „Malta Convoys 1942“, „Sicily 1943“, „Salerno 1943“ und „Aegean 1943“ ausgezeichnet.
Im September 1943 erlitt die Intrepid im Hafen von Leros schwere Schäden durch deutsche Luftangriffe. Der Zerstörer sank und eine Reparatur kam wegen des Umfanges der Schäden nicht in Betracht.

## Geschichte des Schiffes
Die Intrepid war einer der acht am 30. Oktober 1935 bestellten Zerstörer der I-Klasse, die weitgehend identisch mit den zuvor bestellten Zerstörern der G- und H-Klasse waren. Sie wurde mit dem Schwesterschiff Impulsive bei J. Samuel White in Cowes, Isle of Wight, in Auftrag gegeben. Die Kiellegung erfolgte am 6. Januar 1936 und der Stapellauf am 13. Dezember desselben Jahres. In Dienst gestellt wurde die Intrepid am 29. Juli 1937 als siebtes Schiff der Klasse.
Die Intrepid gehörte zu den vier Schiffen der Klasse, die für einen Einsatz als Minenleger vorbereitet waren. Im Fall der Umrüstung mussten dann allerdings zwei 120-mm-Geschütze und die beiden Torpedorohrsätze als Gewichtsausgleich für die Minenzuladung von Bord gegeben werden.
Der neue Zerstörer war das siebte Schiff der Royal Navy, das den Namen Intrepid erhielt. Zuletzt hatte bis 1918 der Kreuzer Intrepid der Apollo-Klasse in der Navy Dienst getan, der beim Angriff auf Zeebrügge als Blockschiff versenkt wurde.

### Einsatzgeschichte
Der Zerstörer wurde zunächst gemeinsam mit seinen Schwesterschiffen der I-Klasse im Mittelmeer eingesetzt. Sie bildeten die „3rd Destroyer Flotilla“ der Royal Navy bei der Mediterranean Fleet. Nach Kriegsbeginn wurde die Flottille in die Gewässer um die Britischen Inseln zurückbefohlen.
Die Zerstörer sollten im Bereich der südwestlichen Zufahrtswege den Schiffsverkehr sichern und Jagd auf deutsche Unterseeboote machen. Für diese Aufgabe war auch der Flugzeugträger Courageous abgestellt worden, der sich am 17. September 1939 mit vier Schiffen der Flottille in See befand. Als der Funkspruch eines britischen Frachters einging, der einen Angriff eines deutschen U-Boots meldete, starteten vom Träger vier Swordfish zur Unterstützung des Frachters. Dazu wurden der Flottillenführer Inglefield und die Intrepid zur Bekämpfung des U-Bootes entsandt, da die ASDIC-Geräte der Zerstörer keine Anzeichen eines Fahrzeugs in der Nähe feststellten. Am Abend gelang es U 29, zwei Torpedotreffer auf dem Träger zu erzielen, der sehr schnell sank. Während die Impulsive versuchte, die Schiffbrüchigen zu retten, griff die Ivanhoe das jetzt erkannte U-Boot erfolglos an. Als die Intrepid wieder zum Verband zurückkehrte, war der Träger längst mit 518 Mann gesunken. Bei der Rettung der Schiffbrüchigen hatten sich drei zivile Schiffe beteiligt, darunter das niederländische Passagierschiff Veendam, das vierzehn Rettungsboote einsetzte. Insgesamt konnten 741 Mann gerettet werden. Intrepid beteiligte sich an der Jagd nach U 29, an der auch noch die inzwischen eingetroffenen Zerstörer Kempenfelt und Echo teilnahmen. In der Nacht ist das U-Boot unter Kapitänleutnant Schuhart entkommen. Intrepid eskortierte dann den britischen Frachter Dido nach Liverpool, der 218 Mann gerettet hatte.

Bei einem weiteren Geleiteinsatz (KJF 3) am 14. Oktober 1939, gelang es Intrepid mit Inglefield und Ivanhoe südwestlich von Irland das deutsche U-Boot U 45 zu versenken.

### Einsätze nach Umrüstung zum Minenleger
Der Zerstörer wurde dann der 20. (Minenleger)-Zerstörerflottille zugewiesen und von Mitte November bis Mitte Dezember im Chatham Dockyard zum Minenleger umgerüstet. Am 17. Dezember 1939 führte der erste Einsatz zusammen mit der Ivanhoe, Esk und Express, in die Emsmündung, wo die Zerstörer-Minenleger eine Minensperre mit 240 Minen legen. Die Absicherung der Operation erfolgte durch die Zerstörer Grenville, Greyhound, Griffin und die polnische Blyskawica.
Bis Mitte Januar war die Intrepid an zwei weiteren offensiven Mineneinsätzen in die Deutsche Bucht und vier defensiven Minenoperationen vor der britischen Ostküste beteiligt. Auf einer der offensiven Minensperren im Auslaufweg der deutschen Westwall-Sperre gingen im Februar 1940 die deutschen Zerstörer Leberecht Maaß und Max Schultz verloren.

Der Zerstörer Intrepid übernahm dann wieder Sicherungsaufgaben bei der Home Fleet. Mitte Februar suchten Intrepid und Ivanhoe zusammen mit dem leichten Kreuzer Aurora und den Tribal-Zerstörern der „4th Destroyer Flotilla“ nach dem deutschen Trossschiff Altmark, das mit den Gefangenen der von der Admiral Graf Spee gekaperten Schiffe durch die norwegischen Hoheitsgewässer die Heimat zu erreichen suchte. Am 15. Februar stellten Intrepid und Ivanhoe, die von den alten norwegischen Torpedobooten Skarv und Kjell begleitete Altmark auf der Höhe von Egersund. Das Trossschiff lief in den Jøssingfjord, um nicht auf See von den Briten gekapert zu werden. In der Nacht lief dann die von Philip Vian kommandierte Cossack in den Fjord und befreite die 302 Gefangenen.
Auf der Höhe von Egmond verlegten am 10. Mai legt das britische Minenschiff Princess Victoria mit den Zerstörern Esk, Express und der Intrepid eine Sperre mit 236 Minen, die am 15. Mai von Intrepid mit 60 Minen verlängert wurde. Am gleichen Tage legen die Zerstörer Esk, Express und Ivanhoe eine Sperre mit 164 Minen vor Hoek van Holland. Es folgten noch etliche weitere Minenoperationen vor der niederländischen Küste und zum Schutz der britischen Ostküste.
Die Intrepid war Ende Mai 1940 gemeinsam mit vielen anderen Schiffen bei der Operation Dynamo im Einsatz, um die um Dünkirchen eingekesselten alliierten Truppen, insbesondere das britische Expeditionskorps, nach Großbritannien zu evakuieren. Dabei wurde der Zerstörer am 29. Mai 1940 auf der Fahrt von Dover nach Dünkirchen durch Bomben deutscher Stukas beschädigt.
Nach der Reparatur diente die Intrepid weiter als Minenleger und war am Ausbringen weiterer defensiver Minensperren an der britischen Ostküste und im Ärmelkanal sowie offensiver Sperren vor der niederländischen Küste beteiligt. Daneben führte der Zerstörer Kontrollfahrten zur Invasionsabwehr und Geleitsicherungen durch. Am 2. November 1940 erhielt das Schiff einen Minentreffer und musste nach Hartlepool eingeschleppt werden
Nach Durchführung der Reparaturen blieb die Intrepid Minenleger und wurde mit den Schwesterschiffen Impulsive und Icarus in den ersten Monaten des Jahres 1941 vor allem gegen deutsche Stützpunkte an der französischen Kanalküste und in der Bretagne eingesetzt. Ab Ende April 1941 erfolgte dann der Rückbau des Schiffes zu einem Flottenzerstörer in Immingham.

### Einsätze als Geleitzerstörer
In der neuen Aufgabe war die Intrepid an der Suche nach der Bismarck beteiligt. Sie gehörte mit vier weiteren Zerstörern zum Verband der Home Fleet mit dem Schlachtschiff King George V und dem Flugzeugträger Victorious sowie dem 2. Kreuzergeschwader. Nach Verbrauch des Treibstoffvorrats musste der Zerstörer nach Island entlassen werden. Wegen Problemen mit der Maschine verblieb das Schiff länger in Island und stieß erst nach der Versenkung des deutschen Schlachtschiffs wieder zum Verband der Home Fleet. Nach dem Einsatz war eine erneute Überholung des Zerstörers erforderlich, die in Hull erfolgte.

Im Juli 1941 war der Zerstörer an einem Trägerangriff mit den Flugzeugträgern Furious und Victorious, den Schweren Kreuzern Devonshire und Suffolk und den Zerstörern Echo, Eclipse und Escapade gegen die deutschen Stützpunkte in Nordnorwegen und Finnland beteiligt.
Ab November 1941 wurde die Intrepid als Eskorte von Nordmeergeleitzügen, durch die die Sowjetunion mit Kriegsmaterial beliefert wurde, eingesetzt. Sie stieß mit dem Kreuzer Kenya und dem Zerstörer Bedouin sowie den sowjetischen Zerstörern Gremyashchi und Gromki am 14. November gegen die norwegische Polarküste vor und beschossen Vardø. Dann übernahm der Verband die Sicherung der sieben Handelsschiffe des Geleitzugs PQ 3, der ohne Feindberührung von Hvalfjord nach Archangelsk gelang. Vor dem Rückmarsch wiederholte die Kenya mit den Zerstörern den Vorstoß gegen die norwegische Polarküste und Vardø, um dann das Rückgeleit QP 3 zu sichern, das allerdings nicht bis Island begleitet wurde. Gleichzeitig war mit PQ 5 ein weiterer Nordmeergeleitzug auf dem Weg nach Archangelsk.

### Einsätze 1942/43
Am 7. Januar 1942 griffen die britischen Zerstörer Inglefield und Intrepid vor Florø einen deutschen Konvoi an und konnte den Dampfer Hedwigshütte (2221 BRT) beschädigen. Das ebenfalls beschädigte Geleitboot V 5104/Orkan musste auf Strand gesetzt werden. Gleichzeitig griffen Whitley-Bomber der Royal Air Force (RAF) den deutschen Flugplatz Stavanger-Sola an (Operation Kitbag).
Anfang Februar geleitet die Intrepid mit der Faulknor und zum Teil dem Kreuzer Nigeria die zusammengefassten Geleitzüge PQ 9 und 10 mit zehn Schiffen von Reykjavík nach Murmansk. Im Konvoi liefen zwei britische und zwei norwegische U-Jagd-Trawler als Nahsicherung mit. Kurz vor dem Ziel verstärkten die in Murmansk stationierten Minensucher Britomart und Sharpshooter der Halcyon-Klasse die Konvoisicherung.
Die am 10. Februar in Murmansk eingetroffenen Zerstörer übernahmen am 13. die Sicherung des Rückgeleits QP 7 von acht Handelsschiffen, das am Vortag geschützt von vier in Murmansk stationierten Minensuchern (Hazard, Speedwell, Britomart, Sharpshooter) ausgelaufen war. Als Deckung stand die Nigeria weiter im Nordmeer. Schon am 15. wurde der Konvoi aufgelöst, da eine Bedrohung durch die Deutschen nicht entdeckt wurde. Während der Kreuzer und die Zerstörer zu ihren britischen Basen liefen und die Minensucher nach Murmansk zurückkehrten, erreichten die Handelsschiffe am 22. Februar Seidisfjord, Island.

Anfang März war die Intrepid dann noch an den Operationen um die Geleitzüge PQ 12 und QP 8 beteiligt. PQ 12 war am 5. März durch eine Fw 200 Condor etwa 70 sm südlich von Jan Mayen entdeckt worden. Darauf ging am 6. März das Schlachtschiff Tirpitz unter Vizeadmiral Otto Ciliax mit den Zerstörern Friedrich Ihn, Hermann Schoemann und Z 25 von Trondheim in See, um den Konvoi anzugreifen. Die deutschen Schiffe fanden die Geleitzüge nicht und konnten lediglich einen Nachzügler von QP 8 versenken. Sie brachen die Operation ab. Die britische Funkaufklärung konnte Meldungen über das Auslaufen der deutschen Schiffe entschlüsseln, so dass der Hauptteil der Home Fleet unter Admiral Tovey mit dem Schlachtschiff King George V., dem Träger Victorious, dem Kreuzer Berwick und den Zerstörern Onslow, Ashanti, Bedouin, Lookout, Icarus und Intrepid in See ging und versuchte die Tirpitz zu stellen. Am 9. März griffen zwölf Albacore-Torpedoflugzeuge der Victorious die Tirpitz erfolglos vor dem Westfjord an, die dann nach Narvik lief. Der britische Befehlshaber erwartete die Rückverlegung des Schlachtschiffs nach Trondheim und sandte in der Nacht vom 11. auf den 12. März die Zerstörer Bedouin, Eskimo, Tartar, Punjabi, Faulknor, Fury, Icarus und die Intrepid an die Küste vor Bodø, um die Tirpitz abzufangen. Diese trat den Rückmarsch aber erst in der folgenden Nacht an.
Nach einer fünfwöchigen Überholung in Grimsby begleitete die Intrepid mit der Echo und zwei USN-Zerstörern den Träger Wasp vom Clyde nach Gibraltar und dann ins westliche Mittelmeer. Vom US-Träger starteten am 8. Mai dann Spitfires nach Malta, um die dortige Luftverteidigung zu verstärken. Als Geleitzerstörer der Renown wieder zur Home Fleet zurückgekehrt, folgte für den Zerstörer ein weiterer Einsatz im Nordmeer. Er gehörte ab dem 23. Mai 1942 zur britisch/amerikanischen Ferndeckungsgruppe für die Geleitzüge PQ 16 und QP 12. Nach einer vergeblichen U-Boot-Jagd in der Dänemarkstraße verlegte die Intrepid allein Anfang Juni nach Murmansk, um sich am Schutz des Rückgeleits QP 13 zu beteiligen. Nach dem verheerenden Verlauf des Geleitzugs PQ 17 marschierte die Intrepid mit der Inglefield Anfang Juli nochmals nach Murmansk mit Munition und Ersatzteilen für die dort stationierten Einheiten der Royal Navy. Auf dem Rückmarsch hatte sie Überlebende versenkter Schiffe (u. a. des Kreuzers Edinburgh) als Passagiere an Bord.

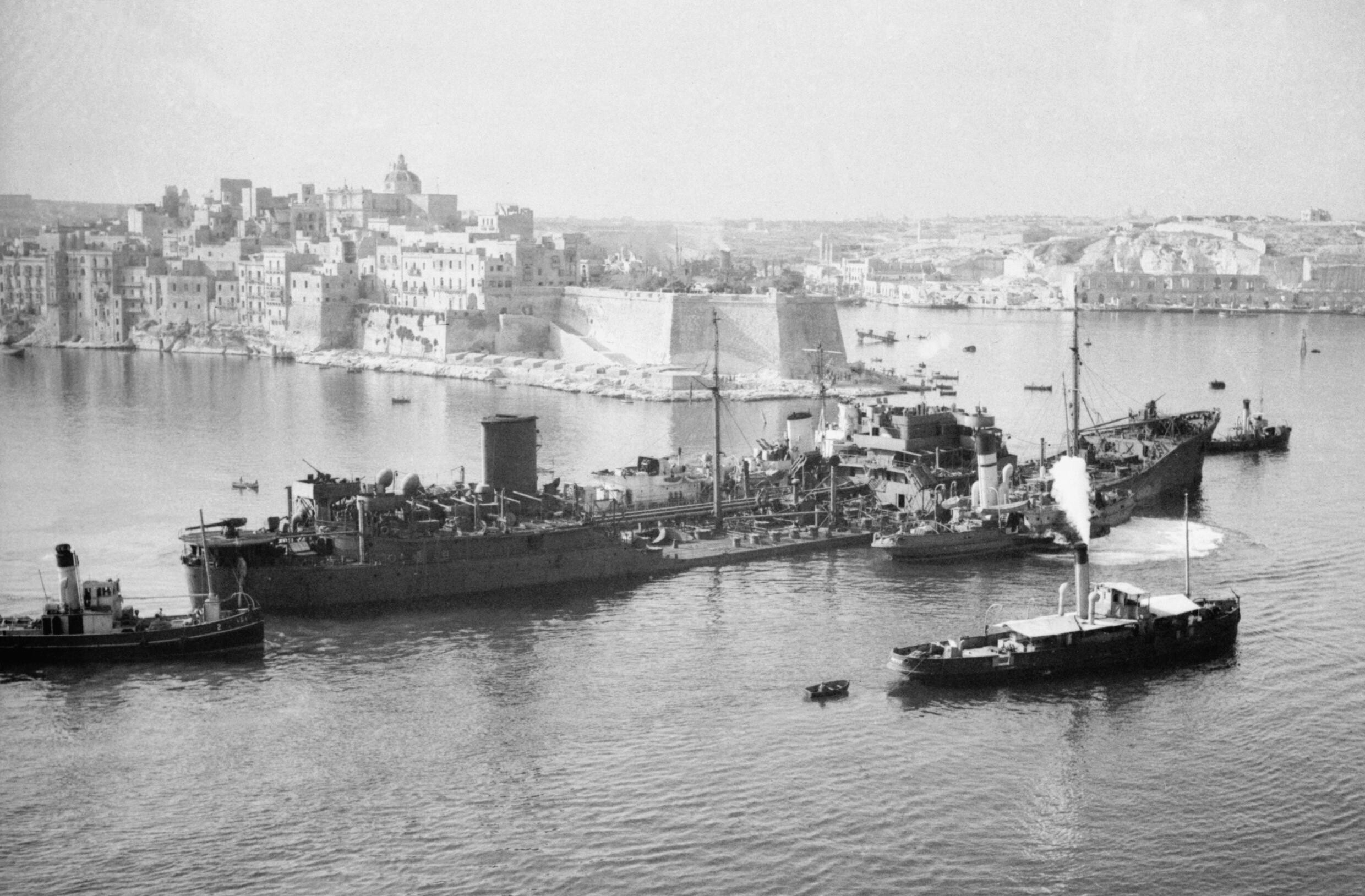
Einlaufen des Tankers Ohio gestützt durch Geleitzerstörer

Im August 1942 gehörte die Intrepid zu den vielen Einheiten der Home Fleet, die die britischen Einheiten im westlichen Mittelmeer verstärkten, um endlich wieder Versorgungsschiffe bis nach Malta zu bringen (Operation Pedestal). Die Intrepid war dem Sicherungsschirm der eingesetzten Flugzeugträger zur U-Boot-Abwehr zugeteilt. Als der alte Träger Eagle durch U 73 versenkt wurde, konnte der Zerstörer 22 Mann der Eagle retten. 160 Besatzungsmitglieder der Eagle kamen ums Leben, insgesamt 927 wurden von den Sicherungszerstörern gerettet.
Am 12. wurde der Zerstörer der unmittelbaren Sicherung der verbliebenen Transporter zugeteilt.
Als in der Straße von Sizilien die meisten Sicherungsverbände zurückblieben, lief die Intrepid als Minensucher vor dem verbliebenen Verband nach Malta, der von deutschen und italienischen Flugzeugen sowie Schnellbooten mehrfach angegriffen wurde. Verteidiger des Konvois waren neben der Intrepid noch der beschädigte Kreuzer Kenya, der Flugabwehrkreuzer Charybdis und die Zerstörer Ashanti, Fury, Icarus, Penn und Pathfinder sowie die Geleitzerstörer Ledbury und Bramham. Das Durchkommen von fünf Transportern (darunter der beschädigte Tanker Ohio), sicherte für einen längeren Zeitraum Malta als schlagkräftigen Stützpunkt der Alliierten. Die Sicherungskräfte traten sofort den Rückmarsch an, um keine weiteren Angriffe auf den Hafen von Malta zu provozieren. Deutsch-Italienische Angriffe auf die rückmarschierenden Geleitschiffe blieben erfolglos, die sich auf der Höhe von Algier mit den anderen Verbänden trafen und dann nach Gibraltar zurückmarschierten.
Im September 1942 wurde die Intrepid als Nahsicherung der Arktis-Konvois PQ 18 und QP 14 eingesetzt. Als am 20. September der Zerstörer Somali am Konvoi QP 15 torpediert wurde und die Ashanti den schwerbeschädigten Zerstörer nach Island schleppen wollte, wurde die Intrepid mit den Zerstörern Eskimo und Opportune zur Sicherung des Schleppzuges eingeteilt. Nach erheblicher Verschlechterung des Wetters zerbrach die Somali am 24. September im Schlepp des Schwesterschiffs und sank mit 77 Mann. 35 Schiffbrüchige konnte von der Ashanti und dem Rettungsschiff Lord Middleton gerettet werden.
Mit dem Kreuzer Argonaut und dem Zerstörer Obdurate lief die Intrepid ab dem 13. Oktober nach Murmansk, um dort benötigtes Lazarettmaterial und Sanitätspersonal zu überführen. Die Schiffe geleiteten dann QP 15 nach Westen, da ein weiteres Nachschubgeleit in die Sowjetunion vorerst nicht möglich war, da durch die alliierte Landung in Nordafrika (Operation Torch) nicht hinreichende Sicherungskräfte zur Verfügung standen. Als Passagiere hatten die Schiffe heimkehrendes RAF-Personal und Überlebende von PQ 18 an Bord.
Nach einer Überholung um den Jahreswechsel war der Zerstörer im Februar und Anfang März 1943 an der Sicherung der Nordmeergeleite JW 53 und RA 53 beteiligt.

Ab Mitte des Jahres 1943 war die Intrepid wieder im Mittelmeer im Einsatz. Sowohl bei der Operation Husky, der alliierten Landung auf Sizilien, als auch bei der Operation Avalanche (Landung bei Salerno) diente sie als Sicherungszerstörer von schwereren Einheiten.

### Das Ende derIntrepid

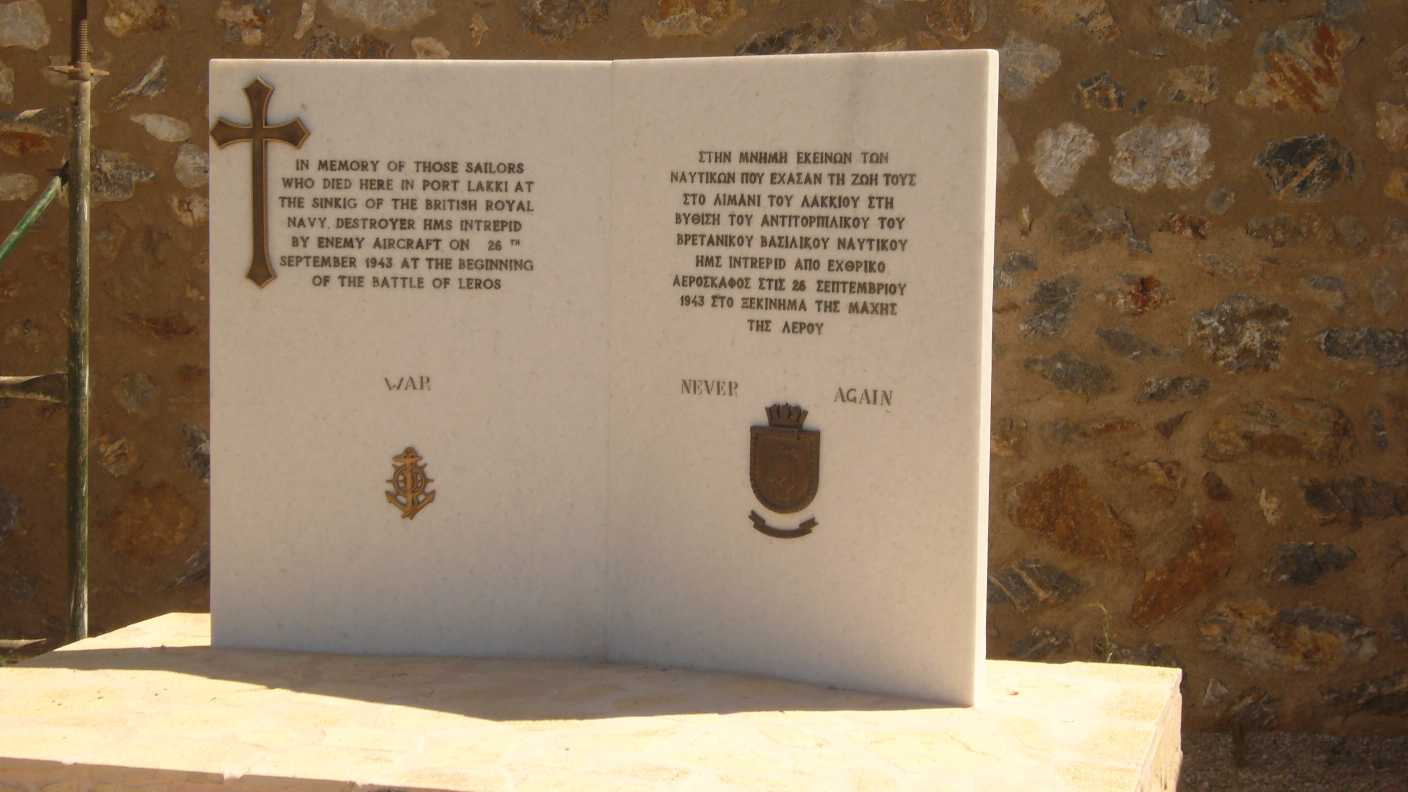
Denkmal für die Toten der Intrepid in Port Lakki

Am 16. September 1943 wurde die Intrepid mit fünf Zerstörern der 8. britischen Zerstörer-Flottille (Faulknor, Echo, Eclipse, Raider und die griechische Vasilissa Olga) aus dem zentralen Mittelmeer nach Alexandria verlegt. Sie sollten die kleineren britischen Kampfgruppen und Commandos auf Castellorizzo, Kos, Leros, Kalymnos, Samos, Symi und Astypalea (it. Stampalia) gegen die Deutschen unterstützen, die nach der italienischen Kapitulation versuchten, den italienischen Dodekanes unter ihre Kontrolle zu bringen. Auf dessen größter Insel, Rhodos, hatten die dort stationierten Deutschen die Italiener schon zur Übergabe gezwungen.
Der Zerstörer griff mit der Echo am 17. vor Stampalia ein deutsches Geleit an und versenkte den U-Boot-Jäger UJ 2104. Am 18. übernahm der Zerstörer dann in Haifa britische Heerestruppen, um sie nach Leros zu transportieren. Nach Übernahme weiterer Versorgungsgüter in Alexandria, lief die Intrepid am 19. Leros an und kehrte am 21. zusammen mit der Echo nach Alexandria zurück. Am 25. ging der Zerstörer wieder in See, um den deutschen Schiffsverkehr in der Ägäis anzugreifen. Der Zerstörer erhielt dann den Befehl, Leros anzulaufen, wo er am 26. September 1943 im Hafen von Lakki von deutschen Ju 88-Bombern des LG 1 angegriffen wurde. Die Intrepid wurde mittschiffs getroffen und hatte schwere Schäden an den Kesselräumen und war nicht mehr einsatzbereit. Zur Reparatur wurde der Zerstörer an eine neue Position verlegt, aber dort bei einem weiteren Luftangriff erneut getroffen. Der Bug wurde schwer beschädigt, und die Intrepid begann zu sinken. 15 Mann der Besatzung starben bei den Luftangriffen. Die Besatzung verließ das Schiff, das am 27. September 1943 auf der Position 37° 7′ N, 26° 51′ O kenterte und sank.

Ebenfalls am 26. trafen die deutschen Angreifer die Vasilissa Olga auf der Brücke und beim vorderen Torpedo-Rohrsatz mit zwei Bomben. Sie zerbrach nach einer Folgeexplosion der Torpedos und sank schnell. Auf dem griechischen Zerstörer starben 72 Mann.
Die Intrepid war das zweite Schiff, das unter dem Kommando von Commander Charles de Winton Kitcat sank. 1941 war schon das Schwesterschiff Imperial unter seinem Kommando bei der Evakuierung von Kreta verloren gegangen.
Zur Erinnerung an die beim Untergang der Vasilissa Olga und der Intrepid Getöteten wurden in der kleinen Hafengemeinde Lakki zwei Gedenksteine errichtet.